# Il cavaliere solitario (film)
Il cavaliere solitario (Buchanan Rides Alone) è un film del 1958 diretto da Budd Boetticher.